# Associazione Sportiva Pescara 1960-1961
Questa voce raccoglie le informazioni riguardanti l'Associazione Sportiva Pescara nelle competizioni ufficiali della stagione 1960-1961.

## Rosa
| N. |                   | Ruolo | Calciatore           |
| -- | ----------------- | ----- | -------------------- |
|    | Italia (bandiera) | A     | Giuseppe Barone      |
|    | Italia (bandiera) | C     | Attilio Becchi       |
|    | Italia (bandiera) | D     | Mario Bernardi       |
|    | Italia (bandiera) | A     | Enrico Borella       |
|    | Italia (bandiera) | C     | Salvatore Bronzini   |
|    | Italia (bandiera) | P     | Ermanno Carabba      |
|    | Italia (bandiera) | A     | Pasquale Cavicchia   |
|    | Italia (bandiera) | C     | Giancarlo Cialabrini |
|    | Italia (bandiera) | C     | Giacomo Conio        |
|    | Italia (bandiera) | P     | Gino Di Cenzo        |

| N. |                   | Ruolo | Calciatore         |
| -- | ----------------- | ----- | ------------------ |
|    | Italia (bandiera) | C     | Aurelio Foscili    |
|    | Italia (bandiera) | D     | Vincenzo Magni     |
|    | Italia (bandiera) | C     | Antonio Marangi    |
|    | Italia (bandiera) | A     | Giovanni Meregalli |
|    | Italia (bandiera) | C     | Pasquale Mupo      |
|    | Perù (bandiera)   | C     | Hugo Natteri       |
|    | Italia (bandiera) | D     | Luciano Nobili     |
|    | Italia (bandiera) | C     | Sergio Quaiattini  |
|    | Italia (bandiera) | P     | Angelo Tuniz       |
|    | Italia (bandiera) | C     | Bruno Visentin     |